# Temnida simplex
Espèce
Temnida simplex est une espèce d'araignées aranéomorphes de la famille des Anyphaenidae.

## Distribution
Cette espèce est endémique du District capitale de Caracas au Venezuela,.

## Description
La femelle décrite par Brescovit en 1997 mesure 3,00 mm.

## Publication originale
- Simon, 1897 : Études arachnologiques. 27e Mémoire. XLII. Descriptions d'espèces nouvelles de l'ordre des Araneae. Annales de la société entomologique de France, vol. 65, p. 465-510 (texte intégral).